# Twente
Il Twente è una regione non amministrativa nell'est dei Paesi Bassi, all'interno della provincia dell'Overijssel, di cui costituisce la parte più orientale e urbanizzata.
Il nome della regione deriva probabilmente dai Tubanti (o Tuihanti), una tribù germanica stanziata nella zona, citata anche da Tacito nel De origine et situ Germanorum.
Le città più importanti sono: Enschede, capoluogo della regione, Oldenzaal, Almelo, Hengelo, Borne e Rijssen.
La regione dà il nome alla squadra di calcio Football Club Twente, che ha sede a Enschede.